# Way of the Warrior
Way of the Warrior è un videogioco picchiaduro sviluppato da Naughty Dog e pubblicato nel 1994 da Universal Interactive Studios per 3DO Interactive Multiplayer. Del gioco era prevista una conversione per PlayStation in seguito annullata.
La colonna sonora è composta da tracce dell'album La Sexorcisto: Devil Music, Vol. 1 degli White Zombie.